# Liste der Monuments historiques in Saint-Michel-de-Volangis
Die Liste der Monuments historiques in Saint-Michel-de-Volangis führt die Monuments historiques in der französischen Gemeinde Saint-Michel-de-Volangis auf.

## Liste der Bauwerke
| Bezeichnung      | Beschreibung                               | Standort | Kennzeichnung | Schutzstatus | Datum | Bild |
| ---------------- | ------------------------------------------ | -------- | ------------- | ------------ | ----- | ---- |
| Château de Turly | Schloss, erbaut im 15. und 17. Jahrhundert | (Lage)   | PA18000038    | Inscrit      | 2006  |      |

## Liste der Objekte
- Monuments historiques (Objekte) in Saint-Michel-de-Volangis in der Base Palissy des französischen Kultusministeriums